# Julien Freund
Julien Freund (Henridorff, 8 de enero de 1921 - Colmar, 10 de septiembre de 1993) fue un sociólogo y filósofo francés.
Hijo de una madre campesina y de un padre de Trabajadores Socialista, fue el mayor de cinco hermanos. Después de la muerte de su padre, tuvo que interrumpir prematuramente sus estudios y se convirtió en un maestro a la edad de 17 años.
Toda su vida debió mantener una relación a la vez conflictiva y apasionada con la cultura alemana. Tras haber militado muy joven en la Resistencia en 1941 durante la Segunda Guerra Mundial sufrió una amarga decepción sobre las jerarquías del movimiento de liberación, en la época de la reconstrucción democrática de Francia, circunstancia que dio origen a su vocación por los estudios políticos. En la posguerra, sería profesor de filosofía en Metz, se convirtió entonces en Presidente de la Facultad de Ciencias Sociales de la Universidad de Estrasburgo.
Julien Freund es considerado, actualmente, uno de los más destacados filósofos políticos del siglo XX. En un momento en que lo político había quedado envuelto en un pesado manto de descrédito, Freund asumió la tarea de recuperar el valor específico de lo político a partir de la elaboración de una teoría general que descubre su esencia. En sus textos se encuentra plasmada la influencia de sus maestros directos, Raymond Aron y Carl Schmitt, además de la impronta dada por una sólida y atenta lectura de Max Weber. Este gran politólogo gozó de reconocimiento internacional a partir de su obra “La esencia de lo político” (1965) el cual es considerado uno de los principales textos de filosofía política contemporánea.
- Datos: Q1712243